# Рихтер, Герхард
Герхард Рихтер (нем. Gerhard Richter; род. 9 февраля 1932 года, Дрезден) — немецкий живописец. Почётный гражданин Кёльна (2007).
Его произведения хранятся в собраниях крупнейших музеев Европы. В 2005 году он занимал 1-е место в ежегодном списке журнала «Капитал» — самые дорогие и успешные мастера современной немецкой живописи. Стоял у истоков зарождения направления капиталистического реализма.

## Биография
- Герхард Рихтер родился в Дрездене 1932 году.
- В 1961 эмигрировал в Западную Германию.
- Первая выставка Герхарда Рихтера состоялась в 1963 году в Дюссельдорфе.
- В 1967 году его творчество было отмечено престижной премией junger westen.
- В 1972 году Рихтеру выпало представлять Германию на Венецианской биеннале. Впервые за все время существования биеннале целый павильон был отдан одному художнику.
- В том же, 1972 году Рихтер принял участие в кассельской Документе.
- 1973 год — первая персональная выставка в Соединённых Штатах.
- В 1981 году Герхард Рихтер стал лауреатом премии им. Арнольда Боде.
- В 1985 году художник становится лауреатом премии им. Оскара Кокошки. С этого момента работы художника можно встретить во всех крупнейших выставочных залах мира.
- 2002 год — ретроспектива «Творчество за сорок лет» в Музее современного искусства в Нью-Йорке. На выставке было представлено 188 экспонатов — для этого музея беспрецедентное число работ, представляющих творчество живущего художника.
- В настоящее время живёт в Кёльне.

## Творчество

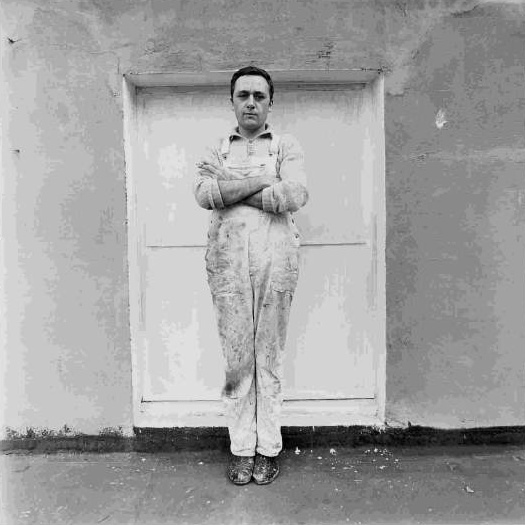
Герхард Рихтер, около 1970 года

Перебравшись в Западную Германию, Герхард Рихтер начал работать с Зигмаром Польке и Конрадом Фишер-Лойгом, манипулируя в духе поп-арта с рекламными объявлениями и дорожными знаками. Результат своих творческих поисков художники издевательски назвали «капиталистический реализм». Выставка «капиталистического реализма» состоялась в мебельном магазине Бергеса в Дюссельдорфе и продолжалась две недели. Следующие пятнадцать лет Рихтер работал на стыке живописи и фотографии. Сначала он сделал серию полотен с обычных фотографий, от которых веяло западным поп-артом, но сам Рихтер интерпретировал это иначе. Напротив, он «хотел сделать что-то, что не имело ничего общего с искусством, композицией, цветом, творчеством и т. д.». Его высказывания о собственной работе полны всяческих опровержений. «Я не следую никакой особой цели, системе и направлению, — говорил он на том этапе, — у меня нет программы, стиля, курса следования».
Тогда же, в 1972—1973 годах Рихтер написал серию картин в духе минимализма, озаглавленных «Серое», которые представляли собой плоские и монохромные поверхности. Примерно в 1978—1979 годах Рихтер продолжал писать абстрактные полотна, порой цветные, порой только серые, используя печатную продукцию, любительскую и профессиональную фотографию. Абстрактные полотна в те годы Рихтер создавал при помощи больших шпателей и скребков, размазывая относительно простые цвета так, чтобы получились непредсказуемого цвета пятна и полосы. Результат выглядел издёвкой над теорией распределения цвета и принципами художественной композиции.
В другой серии картин Рихтер воспроизводит фотографию своеобразным образом. Серия конца 1980-х, пятнадцать серых полотен под названием «18 октября 1977 года», возникшая в связи с появившимися в прессе фотографиями, зафиксировавшими заключение и смерть в тюрьме членов радикального движения «Фракция Красной Армии». По словам Рихтера, он не увлёкся политикой и не собирался увековечить экстремистов, его поразили «общественные устремления этих людей… устрашающая мощь идеи, за которую не жалко умереть». Точно копируя некачественные черно-белые фотографии с размытостью и искажённую цветопередачу пленочных «мыльниц», Рихтер преподносил результат как размышления о смерти — они были «жертвы …идеологизированного поведения как такового». Арт-критик Беньямин Бухло рассматривал стратегии раннего Рихтера как ироническую попытку разобраться с политической историей в лучших традициях авангарда, переведя существенное содержание в нюансы живописной техники. Рихтер же настаивал на том, что далёк от политики. Всю его долгую и успешную творческую жизнь Рихтера главным образом интересовала идея репрезентации в эпоху доминирования новостной фотографии и то, как ввести фотографию в границы живописной традиции, все более подчиняющейся требованиям собственных ресурсов. Необходимо увидеть снова содержание в форме, а не форму как нечто, вмещающее содержание. «У содержания нет формы, — говорил Рихтер. — Оно само — форма».

## Работы Г. Рихтера
- Витраж в Кёльнском соборе

## Признание
- 1967 — премия junger westen.
- 1982 — премия Арнольда Боде[нем.].
- 1985 — премия Оскара Кокошки.
- 1988 — приглашённый профессор в Штедельшуле.
- 1988 — премия «Кайзерринг» города Гослара.
- 1994/95 — премия Вольфа.
- 1997 — Золотой лев Венецианской биеннале.
- 1997 — Императорская премия Японии.
- 1998 — иностранный почётный член Американской академии искусств и литературы.
- 1998 — премия Векснера.
- 2000 — государственная премия земли Северный Рейн-Вестфалия.
- 2001 — почётный доктор Лёвенского католического университета.
- 2004 — Католическая художественная премия.
- 2007 — почётный гражданин Кёльна.
- 2012 — иностранный член Американского философского общества[7]

## Упоминание в искусстве
- Фрагмент картины Рихтера «Череп и свеча» размещен на обложке альбома Sonic Youth «Daydream Nation». Художник, признававшийся в своей любви к творчеству коллектива, отказался взимать с музыкантов деньги за использование в оформлении его работы. Оригинал полотна сейчас находится в рабочей студии Sonic Youth в Нью-Йорке.
- В рассказе Дона Делилло Looking for Meinhof описывается встреча двух незнакомцев в Музее Современного Искусства в Нью-Йорке у картины Рихтера «October 18, 1977».
- Герой фильма «Список контактов» (англ. Deception) (2008 год) Боуз/Гетц показывает Джонатану в своей квартире картину Герхарда Рихтера.
- Имя Герхарда Рихтера упоминается в песне «Love etc.» британской группы Pet Shop Boys.
- Фильм «Работа без авторства» (нем. Werk ohne Autor), реж. Флориан Хенкель фон Доннерсмарк, Германия/Италия, 2018 год. Псевдобайопик по биографии Герхарда Рихтера. Номинирован на премию «Оскар» как лучший зарубежный фильм.